# 高嶋修一
高嶋 修一（たかしま しゅういち）は、日本の経済学者、交通史研究家、青山学院大学教授。

## 経歴
東京大学入学後、東京学芸大学で開講されていた青木栄一教授の交通地理学ゼミナールに参加し、ゼミの先輩にあたる岸由一郎などと共に青木の指導を受けた。東京大学文学部卒業後は同大学の経済系研究科大学院に進学し、日本経済史、中でも第一次世界大戦から第二次世界大戦にかけての戦間期を中心とした日本の大都市の拡大や交通網の整備に関する研究、さらに鉄道史学会会員として青木や老川慶喜、岸などと協力し日本の地方私鉄に関する研究や資料調査を進めた。
その後、立正大学講師を経て2008年4月から青山学院大学経済学部准教授となった。また、2008年6月14日に発生した岩手・宮城内陸地震で岸が遭難死した際には、新聞紙上で岸に関するコメントを語り、その後に鉄道ピクトリアル誌上で故人の業績や自身との想い出を偲ぶ追悼文を寄稿した。
2016年青山学院大学教授となった。

## 主な著作

### 書籍
- 『都市近郊の耕地整理と地域社会―東京・世田谷の郊外開発』日本経済評論社、2013年、単著。
- 『近代都市の装置と統治―1910~30年代 (首都圏史叢書)』日本経済評論社、2013年、共編著。
- 『都市の公共と非公共-20世紀の日本と東アジア』日本経済評論社、2013年、共編著。
- 『都市鉄道の技術社会史』山川出版社、2019年、単著。
- 『日本近・現代史研究入門』松澤裕作共編 岩波書店 2022.10

### 論文
- 「戦間期都市近郊における土地整理と地域社会 : 東京・玉川全円耕地整理事業を事例として」『歴史と経済』45(4), 19-37, 2003-07-30。
- 『戦間期都市近郊における都市開発と土地整理－東京・玉川全円耕地整理事業を事例に』 - 社会経済史学会編『社会経済史学』69巻6号、2004年3月

### 雑誌記事
- 「南満州鉄道が敷設した専用線 東洋埠頭専用鉄道をめぐって」『鉄道ピクトリアル』（電気車研究会発行）1997年3月
- 「黒部峡谷鉄道 (特集 北陸地方のローカル私鉄) -- (現有私鉄概説)」 岸由一郎との共著　『鉄道ピクトリアル』（電気車研究会発行） 51(5) (通号 701) (臨増) 2001年5月
- 「岸 由一郎さんの事跡と思い出」 『鉄道ピクトリアル』No.808（2008年9月） pp.116 - 117 2008年9月